# Слёмы (платформа)
Слёмы — остановочный пункт Рязанского направления Московской железной дороги в Рыбновском районе Рязанской области. Недалеко от станции расположено несколько садовых товариществ: «Молния», «Узоры» и др. Также рядом со станцией расположено село Ивашково.
На платформе отсутствует билетная касса.
Первый остановочный пункт электропоездов Рязанского направления в Рязанской области. Предыдущая станция Алпатьево находится в Московской области.
К западу и северу от платформы проходит граница Московской (Луховицкий район) и Рязанской областей. На Яндекс.Картах граница между областями на этом участке ошибочно отображена по пути нечётного направления, отдавая тем самым путь и платформу в сторону Москвы в состав Московской области.